# Laurence O’Keefe
Laurence Crawford O’Keefe, Larry O’Keefe (ur. 1969) – amerykański kompozytor i twórca tekstów utworów dla Broadwayu, filmów i telewizji.

## Życiorys
Syn Daniela O’Keefe’a i jeden spośród trzech braci. Jest absolwentem Harvard College. Studiował antropologię. Wystąpił w teatrze muzycznym za pośrednictwem  Hasty Pudding Theatricals. Następnie studiował kompozycję i filmowanie na Berklee College of Music oraz na University of Southern California.

## Spektakle
- 1996 – Euphoria, Los Angeles
- 2000 – The Mice, Prince Music Theater, Philadelphia
- 2001 – Bat Boy: The Musical, Union Square Theatre, New York
- 2002 – Sarah, Plain and Tall, w oparciu o książkę Patrici MacLachlan
- 2004 – Cam Jansen and the Curse of the Emerald Elephant, Lamb's Theatre, New York
- 2007 – Legalna blondynka
- 2010 – Heathers, Joe's Pub, New York
- 2012 – Life of the Party, LaGuardia High School of Art, Music and Performing Arts, New York
- 2014 – Heathers: The Musical, New World Stages